# Шталюппененська трагедія
50°43′52″ пн. ш. 25°18′15″ сх. д. / 50.731186° пн. ш. 25.304271° сх. д.
Шталюппененська трагедія — літературна історія про убивство 10 тисяч полонянок радянським спецпідрозділом СМЕРШ під час Другої світової війни у квітні 1945 року, поблизу міста Шталюппенен (нині Нестеров, Росія). Історія описана в повісті Олексія Добка «Три тополі» (1993). У Луцьку встановлений пам'ятник «Розстріляним дівчатам» на пам'ять імовірним жертвам цієї трагедії.

## Опис у повісті «Три тополі»
У історичній повісті сержант зі СМЕРШу Петро Колос розповідає військовослужбовцю Миколі Дужці про те, як службою спецпідрозділу СМЕРШ 3-го Білоруського фронту було вивезено із концтабору міста 10 тисяч ні в чому не винних полонянок, з яких 70 % становили українки, решта білоруски і полячки, яких сюди етапували для фільтрації з різних таборів, де вони були на примусових роботах. Їх усіх у прилеглому лісі стратили протягом п'яти днів.
Аби приховати злочин, «смершівці» розстріляли на цьому ж місці 40 «есесівців» та встановили німецький кулемет, насипавши скрізь стріляних гільз від німецьких набоїв. Однак згодом Петро Колос та солдат Іван Мельник, що були учасниками екзекуції, розповіли страшну правду про злочин.
У 2020 році Добко дописує другу частину повісті, де планує розказати про долю дівчини, яка врятувалася з цього смертельного табору.

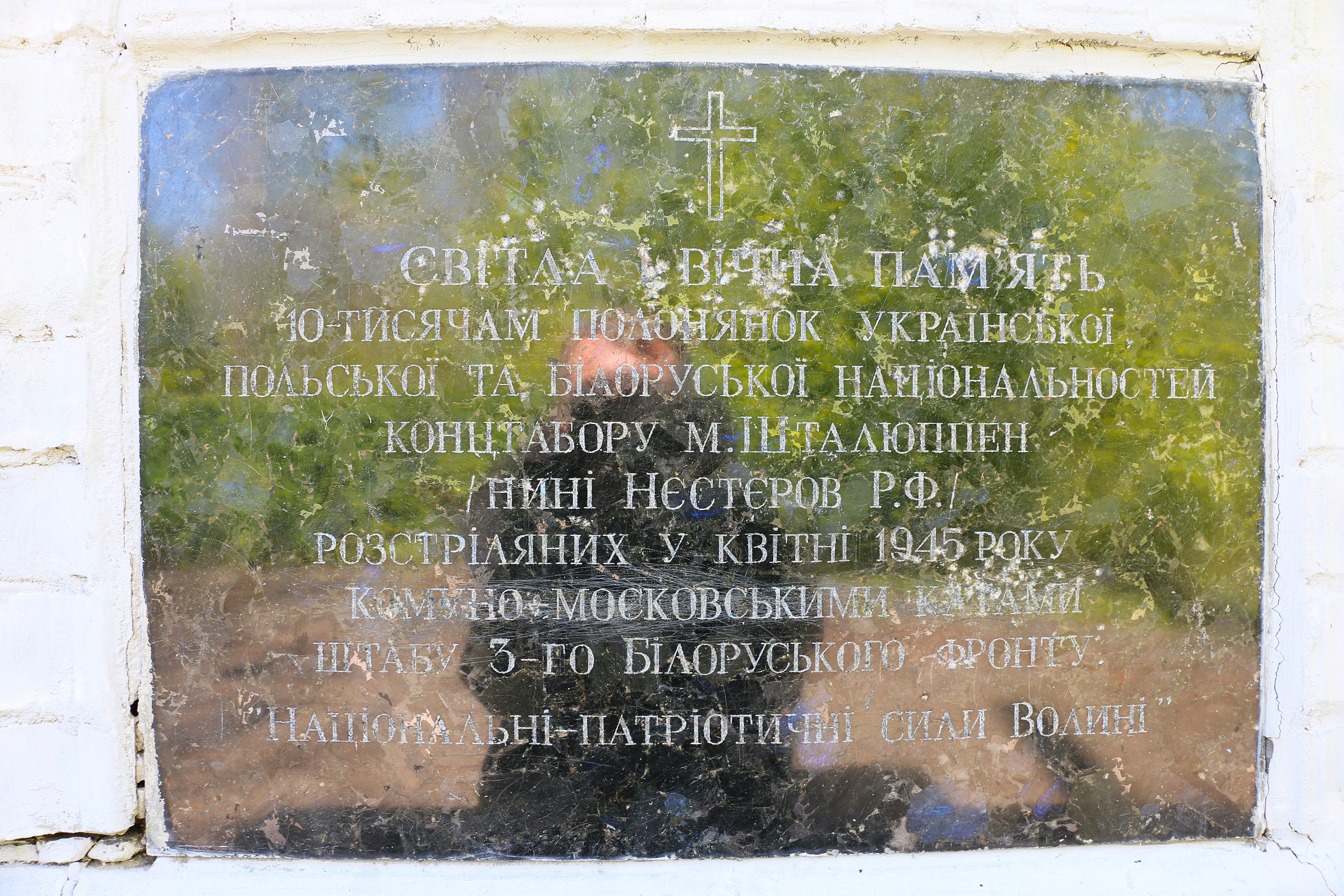
Напис на пам'ятнику «розстріляним дівчатам» у Луцьку

## Пам'ять
У 1996 році був зведений пам'ятник жертвам розстрілу в Луцьку, у парку по вулиці Потебні. Перебуває на обліку в Переліку щойно виявлених об'єктів культурної спадщини Волинської області (пам'ятки архітектури, історії, монументального мистецтва) під назвою «Пам'ятник „Розстріляним дівчатам“ (Шталюппененська трагедія), квітень 1945 р.».